# Zorica szerb hercegnő
Zorica szerb hercegnő (cirill betűkkel: Зорица) II. István Uroš szerb király és Árpád-házi Erzsébet lánya. Apja azt tervezte, hogy feleségül adja őt Károlyhoz, Valois Károly gróf fiához, miután 1308 júliusában Szerbiában megállapodást kötöttek, azonban II. Uroš sikertelen déli hadműveletei és a Szerbiába küldött pápai legátusok küldetésének szabotálása után Valois Károly visszalépett. A hercegnőt ábrázolják a gračanica-i és a visoki dečani freskókon. 

## Fordítás
- Ez a szócikk részben vagy egészben  a   Zorica (princess) című angol Wikipédia-szócikk ezen változatának fordításán alapul.  Az eredeti cikk szerkesztőit annak laptörténete sorolja fel. Ez a jelzés csupán a megfogalmazás eredetét és a szerzői jogokat jelzi, nem szolgál a cikkben szereplő információk forrásmegjelöléseként.